# Savojen

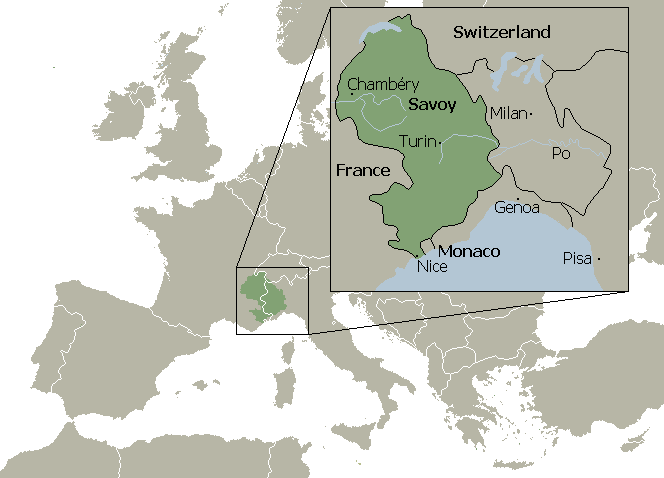
Savojen under 1600-talet.

Savojens flagga

Savojen (franska: Savoie; italienska: Savoia) är en region i de västra delarna av Alperna. Den är belägen mellan Genèvesjön, Rhône och Mont-Cenis och är idag del av Frankrike. Angränsande delar av Italien kan ibland också räknas som del av Savojen.[källa behövs]

## Utbredning
Dagens Savojen består av två franska departement. Dessa är Savoie och Haute-Savoie, del av regionen Auvergne-Rhône-Alpes. Ibland räknas även den italienska autonoma regionen Valle d'Aosta till kärnområdet i Savojen.[källa behövs]. Under historiens lopp har även andra delar av nordvästra Italien och sydöstligaste Frankrike tillhört statsbildningar med namnet Savojen.

## Historik
Området beboddes i forntiden av kelter och kom 121 f. Kr. under Roms välde. År 536 e. Kr. blev landskapet en del av Frankerriket. 
Från mitten av 300-talet kallades ett område kring Genèvesjön Sapaudia, senare kallat Sabodia. Området besattes 443 av burgunderna och från 534 av frankerna. Vid upplösningen av Frankerriket blev Savojen en del av Burgund.
Från 800-talet var dess historiska gränser etablerade. År 1032 uppgick Savojen i tysk-romerska riket. Humbert I, som var greve över Savojen, gjorde Montmélian till säte för sitt styre. Humbert blev stamfar för huset Savojen som kom att styra Savojen fram till 1860.
Mellan åren 1195 och 1343 utfärdades över 200 stadsprivilegier i Savojen. Detta var en ekonomiskt expansiv period i området. Med undantag för Chambéry, som i början av 1300-talet blev Savojens huvudstad, var dock de flesta av städerna små. År 1388 erövrades Nice. Amadeus VIII upphöjdes 1416 till hertig av Savojen. 1418 erövrades Piemonte vilket innebar att hertigdömets centrum efterhand försköts mot denna region, och på 1560-talet blev Turin huvudstad. Under 1500- och 1600-talet var Savojen flera gånger ockuperat av Frankrike, men lyckades alltid återvinna sin självständighet.
Vid freden i Utrecht 1713 erhölls Monferrato samt delar av västra Lombardiet. Viktor Amadeus II av Savojen erhöll även Sicilien, och tog sig titeln kung av Sicilien. Redan 1720 tvingades han byta ut Sicilien mot Sardinien, och tog sig i stället titeln kung av Sardinien. År 1792 erövrades Savojen av Frankrike och avträddes 1796, men 1814 återställdes området till kungariket Sardinien.
År 1860 tillföll övre Savojen tillsammans med Nice Frankrike, men Aostadalen, vars befolkning huvudsakligen är franskspråkig (arpitansktalande), kom att ingå i det nybildade Italien.

## Rörelsen för autonomi
Det finns en fredlig separatistisk rörelse i departementen. Mouvement Région Savoie grundades i december 1971 för att verka för större regional autonomi. I de lokala valen 1996 fick partiet 19 434 röster.